# Коркон
Коркон (фр. Corconne) насеље је и општина у јужној Француској у региону Лангдок-Русијон, у департману Гар која припада префектури Виган.
По подацима из 2011. године у општини је живело 544 становника, а густина насељености је износила 41,91 становника/km². Општина се простире на површини од 12,98 km². Налази се на средњој надморској висини од 165 метара (максималној 380 m, а минималној 96 m).

## Демографија
| 1962. | 1968. | 1975. | 1982. | 1990. | 1999. | 2011. |
| ----- | ----- | ----- | ----- | ----- | ----- | ----- |
| 236   | 263   | 239   | 307   | 386   | 482   | 544   |

График промене броја становника у току последњих година